# Raven-Symoné
Raven-Symoné Christina Pearman (Atlanta, 1985. december 10. –) amerikai színésznő, énekesnő. 
Legismertebb alakítása Raven Baxter a 2003 és 2007 között futott That’s So Raven és a 2017-től futó Raven otthona című sorozatokban.

## Élete és pályafutása
A georgiai Atlantában született. Szülei Lydia Gaulden és Christopher Pearman. Három éves korában családjával New Yorkban költöztek. Van egy öccse, Blaize.

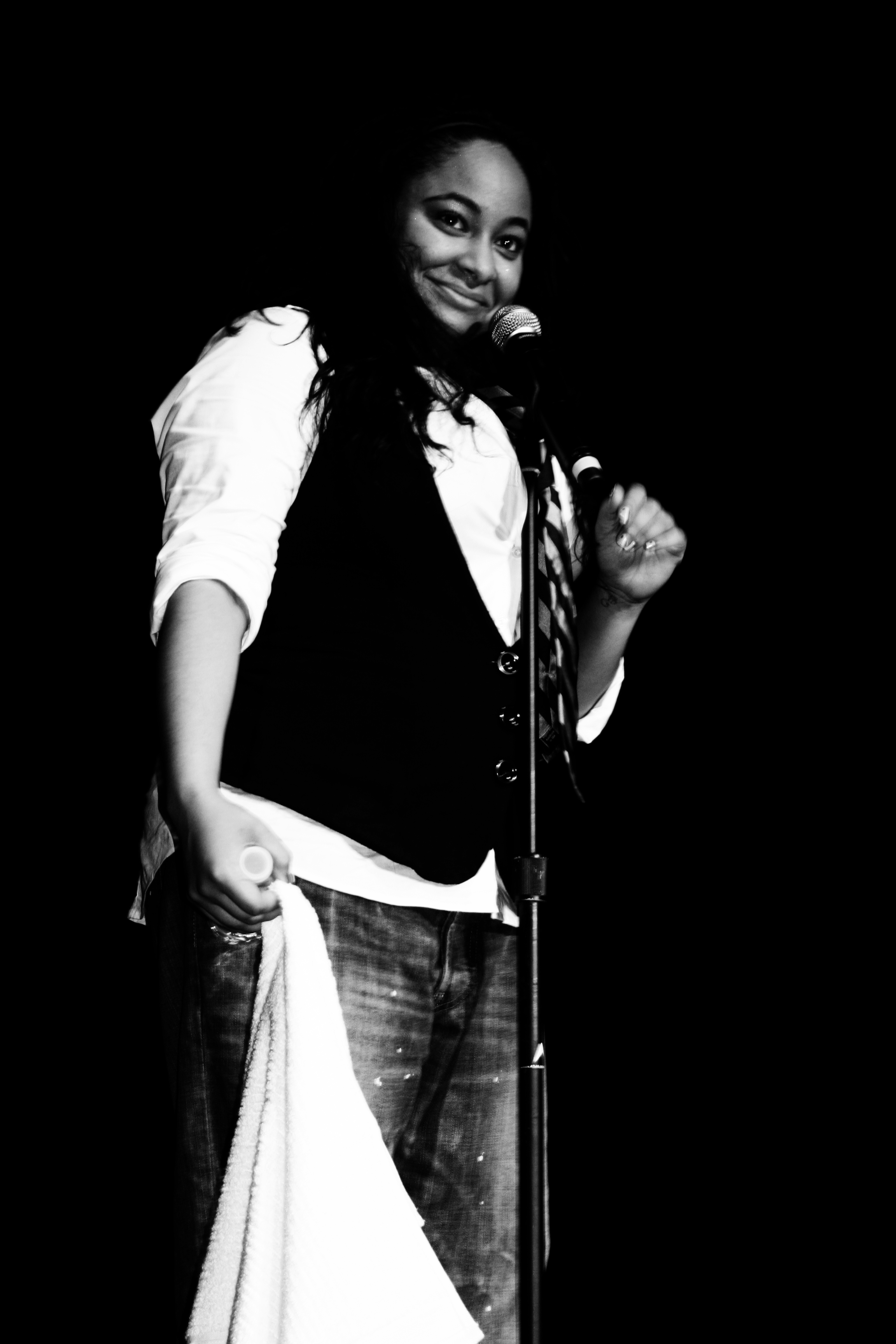
Raven koncertezik, 2008

2001-ben elment a Disney Channel egyik következő sorozatának a meghallgatására, ami Absolutely Psychic címet viselte. Őt választották a főszereplőnek és később a címét That’s So Raven-re változtatták.
2011-ben State of Georgia című sorozat főszereplője lett. Vendégszerepelt a K.C., a tinikém című sorozatban. 2017 óta a Raven otthona című sorozatban szerepel. 2019-ben szerepelt a The Masked Singer 2. évadban a Fekete Özvegy jelmez alatt.

## Magánélete
Raven-Symoné 2012 és 2015 között AzMarie Livingston modellel és színésznővel járt. 2020 júniusában feleségül vette a a menedzserét Miranda Madayt.

## Filmográfia

### Filmek
| Év   | Magyar cím                                      | Eredeti cím                                  | Szerep                 | Magyar hang        |
| ---- | ----------------------------------------------- | -------------------------------------------- | ---------------------- | ------------------ |
| 2020 |                                                 | Mighty Oak                                   | Taylor Lazlo           |                    |
| 2017 | Állati jó kekszek                               | Animal Crackers                              | Binkley (hang)         | Mentes Júlia       |
| 2015 |                                                 | A Girl Like Grace                            | Mary                   |                    |
| 2015 | Csingiling és a Soharém legendája               | Tinker Bell and the Legend of the NeverBeast | Szivárványlány (hang)  | Bogdányi Titanilla |
| 2014 | Csingiling és a kalóztündér                     | The Pirate Fairy                             | Szivárványlány (hang)  | Bogdányi Titanilla |
| 2013 |                                                 | Pixie Hollow Bake Off                        | Szivárványlány (hang)  |                    |
| 2012 | Csingiling: A szárnyak titka                    | Secret of the Wings                          | Szivárványlány (hang)  | Bogdányi Titanilla |
| 2011 | Csingiling és a nagy verseny                    | Pixie Hollow Games                           | Szivárványlány (hang)  | Bogdányi Titanilla |
| 2010 | A koszorúslányok bosszúja                       | Revenge of the Bridesmaids                   | Abigail "Abby" Scanlan | Köves Dóra         |
| 2010 | Csingiling és a nagy tündérmentés               | Tinker Bell and the Great Fairy Rescue       | Szivárványlány (hang)  | Bogdányi Titanilla |
| 2009 | Csingiling és az elveszett kincs                | Tinker Bell and the Lost Treasure            | Szivárványlány (hang)  | Bogdányi Titanilla |
| 2009 |                                                 | Good Hair                                    | önmaga                 |                    |
| 2008 | Csingiling                                      | Tinker Bell                                  | Szivárványlány (hang)  |                    |
| 2008 | Tan-túra                                        | College Road Trip                            | Melanie "Mel" Porter   |                    |
| 2006 | Párduclányok 2.                                 | The Cheetah Girls 2                          | Galleria Garibaldi     | Böhm Anita         |
| 2006 | Fekete-Fehér                                    | For One Night                                | Brianna McCallister    |                    |
| 2006 | Kis nagy hős                                    | Everyone's Hero                              | Marti Brewster (hang)  | Tamási Nikolett    |
| 2005 | Kim Possible – A nagy dráma                     | Kim Possible: So the Drama                   | Monique (hang)         | Bogdányi Titanilla |
| 2004 |                                                 | Zenon: Z3                                    | Nebula Wade            |                    |
| 2004 | Dagi Albert                                     | Fat Albert                                   | Danielle (hang)        |                    |
| 2004 | Neveletlen hercegnő 2. – Eljegyzés a kastélyban | The Princess Diaries 2: Royal Engagement     | Asana hercegnő         |                    |
| 2003 | Kim Possible – Időutazás                        | Kim Possible: A Sitch in Time                | Monique (hang)         | Bogdányi Titanilla |
| 2003 | Párduclányok                                    | The Cheetah Girls                            | Galleria Garibaldi     | Böhm Anita         |
| 2001 | Dr. Dolittle 2.                                 | Dr. Dolittle 2                               | Charisse Dolittle      | Szénási Kata       |
| 1999 | Zenon: A (z)űrlány                              | Zenon: Girl of the 21st Century              | Nebula Wade            |                    |
| 1998 | Dr. Dolittle                                    | Dr. Dolittle                                 | Charisse Dolittle      | Szénási Kata       |
| 1994 | A kis gézengúzok                                | The Little Rascals                           | Stymie barátnője       |                    |
| 1993 | Vak bosszú                                      | Blindsided                                   | Énekes                 |                    |
| 1990 |                                                 | The Muppets at Walt Disney World             | kislány                |                    |
| 1990 |                                                 | Rockin' Through the Decades                  | önmaga                 |                    |

### Televíziós szerepek
| Év         | Magyar cím                       | Eredeti cím                                      | Szerep                                     | Megjegyzések                                                                |
| ---------- | -------------------------------- | ------------------------------------------------ | ------------------------------------------ | --------------------------------------------------------------------------- |
| 2020       | Kikiwaka tábor                   | Bunk'd                                           | Raven Baxter                               | 1 epizód: Ravenék a Kikiwaka táborban, 2. rész magyar hangja Kocsis Mariann |
| 2020       |                                  | The Bold Type                                    | Alice Knight                               | 2 epizód                                                                    |
| 2019       |                                  | Disney Hall of Villains                          | önmaga                                     | televíziós különkiadás                                                      |
| 2019       |                                  | Holidays Unwrapped: A Disney Channel Music Event | önmaga                                     | televíziós különkiadás műsorvezető                                          |
| 2019       |                                  | The Masked Singer                                | önmaga (Fekete Özvegy)                     | versenyző                                                                   |
| 2019       | Dobd be magad!                   | Just Roll with It                                | Betsy Hagg                                 | 1 epizód: You Decide LIVE!                                                  |
| 2019       | A galaxis őrzői                  | Guardians of the Galaxy                          | Valkűr (hang)                              | 2 epizód                                                                    |
| 2019       |                                  | Drop the Mic                                     | önmaga                                     | 1 epizód: Ron Funches vs. Raven-Symoné / Joey Fatone vs. Joey McIntyre      |
| 2018–2020  | Green család a nagyvárosban      | Big City Greens                                  | Maria Media (hang)                         | 4 epizód                                                                    |
| 2018       | Tömény történelem                | Drunk History                                    | Nichelle Nichols                           | 1 epizód: Game Changers                                                     |
| 2017–2023  | Raven otthona                    | Raven's Home                                     | Raven Baxter                               | főszereplő magyar hangja Kocsis Mariann vezető producer                     |
| 2017, 2020 |                                  | Celebrity Page                                   | önmaga                                     | 2 epizód                                                                    |
| 2017, 2018 |                                  | Animals.                                         | nővér                                      | 2 epizód                                                                    |
| 2017       | Master of None – Majdnem elég jó | Master of None                                   | önmaga                                     | 1 epizód: Buona Notte                                                       |
| 2016       |                                  | Hollywood Game Night                             | önmaga                                     | 1 epizód: Oh Yes, It’s Ladies Night                                         |
| 2016       |                                  | It Got Better                                    | önmaga                                     | 1 epizód: ...Featuring Raven-Symoné                                         |
| 2016       |                                  | The Jim Gaffigan Show                            | önmaga                                     | 1 epizód: The Trial                                                         |
| 2016       |                                  | Nashville                                        | önmaga                                     | 1 epizód: It's Sure Gonna Hurt                                              |
| 2016       |                                  | RuPaul's Drag Race All Stars                     | önmaga                                     | 1 epizód: All Star Talent Show Extravaganza                                 |
| 2015       | K.C., a tinikém                  | K.C. Undercover                                  | Simone Devereaux                           | 1 epizód: Szökevény robot                                                   |
| 2015       | Empire                           | Empire                                           | Olivia Lyon                                | 2 epizód                                                                    |
| 2014       | Feketék fehéren                  | Black-ish                                        | Rhonda Johnson                             | mellékszereplő magyar hangja Bogdányi Titanilla                             |
| 2014       |                                  | Oprah: Where Are They Now?                       | önmaga                                     | 3 epizód                                                                    |
| 2014       |                                  | Zoe Saldana Presents My Hero                     | önmaga                                     | 1 epizód: Raven-Symoné                                                      |
| 2013       |                                  | See Dad Run                                      | Whitney Gibbons                            | 1 epizód: See Dad Run a Fever                                               |
| 2012–2020  |                                  | The View                                         | önmaga                                     | vendég műsorvezető énekes                                                   |
| 2011       |                                  | Rocco's Dinner Party                             | önmaga                                     | 1 epizód: Bangers 'N Cash                                                   |
| 2011       |                                  | State of Georgia                                 | Georgia Chamberlain                        | főszereplő                                                                  |
| 2011       |                                  | RuPaul's Drag U                                  | önmaga                                     | 1 epizód: Looking for a New Job                                             |
| 2010       | A nagy házalakítás               | Extreme Makeover: Home Edition                   | önmaga                                     | 1 epizód: Boys Hope/Girls Hope                                              |
| 2010       | Sonny, a sztárjelölt             | Sonny with a Chance                              | Amber Algoode                              | 1 epizód: Annyira Sonny                                                     |
| 2008, 2020 |                                  | Celebrity Family Feud                            | önmaga                                     | 2 epizód                                                                    |
| 2008       | Amerikai fater                   | American Dad!                                    | Katie / feleség (hang)                     | 2 epizód                                                                    |
| 2007       |                                  | Phenomenon                                       | önmaga                                     | 1 epizód: Two                                                               |
| 2007       |                                  | Cory in the House                                | Raven Baxter                               | 1 epizód: That's So in the House                                            |
| 2007       | Zack és Cody élete               | The Suite Life of Zack & Cody                    | Raven Baxter                               | 1 epizód: Hannah Montana édes élete a szállodában                           |
| 2005       |                                  | Higglytown Heroes                                | Playground Monitor (hang)                  | 2l1 epizód: Meet Eubie's Cousin                                             |
| 2004       |                                  | Fillmore!                                        | Alexandria Quarry / Maryanne Greene (hang) | 2 epizód                                                                    |
| 2003       |                                  | Star Search                                      | önmaga                                     | 1 epizód: The One with Star of That’s So Raven, Raven-Symoné                |
| 2003–2007  |                                  | That’s So Raven                                  | Raven Baxter                               | Főszereplő vezető producer                                                  |
| 2002–2007  | Kim Possible                     | Kim Possible                                     | Monique (hang)                             | főszereplő magyar hangja Bogdányi Titanilla                                 |
| 2001       |                                  | The Proud Family                                 | Angel Stephanie (hang)                     | 1 epizód: Seven Days of Kwanzaa                                             |
| 2001       | Életem értelmei                  | My Wife and Kids                                 | Charmaine                                  | 1 epizód: Mom's Away                                                        |
| 1997       |                                  | Space Ghost Coast to Coast                       | önmaga                                     | 1 epizód: Piledriver                                                        |
| 1995       |                                  | Bill Nye the Science Guy                         | önmaga                                     | 1 epizód: Human Transportation                                              |
| 1995       |                                  | Happily Ever After: Fairy Tales for Every Child  | Goldilocks / Olivia / Zoé (hang)           | 2 epizód                                                                    |
| 1994       |                                  | Kidsongs                                         | önmaga                                     | 1 epizód: Learning a Lesson                                                 |
| 1993–1997  |                                  | Hangin' with Mr. Cooper                          | Nicole Lee                                 | főszereplő                                                                  |
| 1993       |                                  | Alex Haley's Queen                               | királynő fiatalon                          | minisorozat                                                                 |
| 1992       | Kaliforniába jöttem              | The Fresh Prince of Bel-Air                      | Claudia                                    | 1 epizód: Az új barát                                                       |
| 1990       |                                  | The Earth Day Special                            | Olivia Kendall                             | televíziós különkiadás                                                      |
| 1989       |                                  | A Different World                                | Olivia Kendall                             | 1 epizód: Forever Hold Your Peace                                           |
| 1989–1992  |                                  | The Cosby Show                                   | Olivia Kendall                             | főszereplő                                                                  |